# Krubbo göl
Krubbo göl är en sjö i Tranemo kommun i Västergötland och ingår i Ätrans huvudavrinningsområde. Sjöns area är 0,02 kvadratkilometer och den är belägen 240 meter över havet.